# Belém de Maria
Belém de Maria este un oraș în Pernambuco (PE), Brazilia.